# Jacques Arnold Jessurun
Jacques Arnold Jessurun (Paramaribo, 25 maart 1882 – aldaar, 21 oktober 1959) was een Surinaams docent en politicus.
Hij was aanvankelijk schrijver bij de gouvernementssecretarie. In 1901 slaagde hij voor het examen voor de 4e onderwijzersrang en later dat jaar ging hij les geven bij de Wilhelminaschool. In 1904 werd hij tijdelijk overgeplaatst naar de Hendrikschool waar hij een groot deel van zijn loopbaan zou blijven werken. Enige tijd later zou hij ook les gaan geven bij de Normaalschool.
Hij was daarnaast actief in de politiek. Na het overlijden van het Statenlid T.L. Ellis werd hij in 1913 bij tussentijdse parlementsverkiezingen verkozen tot lid van de Koloniale Staten. Vijf jaar later stapte hij op als Statenlid.
In 1919 werd Jessurun waarnemend directeur van de Hendrikschool en de Normaalschool en vanaf eind 1928 was hij daar de directeur. Hij ging in 1932 met pensioen.
Jessurun werd in 1948 lid van de Raad van Advies en deze functie zou hij vervullen tot hij in 1959 op 77-jarige leeftijd overleed.